# Hiéroglyphe égyptien S3
Pour les articles homonymes, voir Decheret (homonymie).

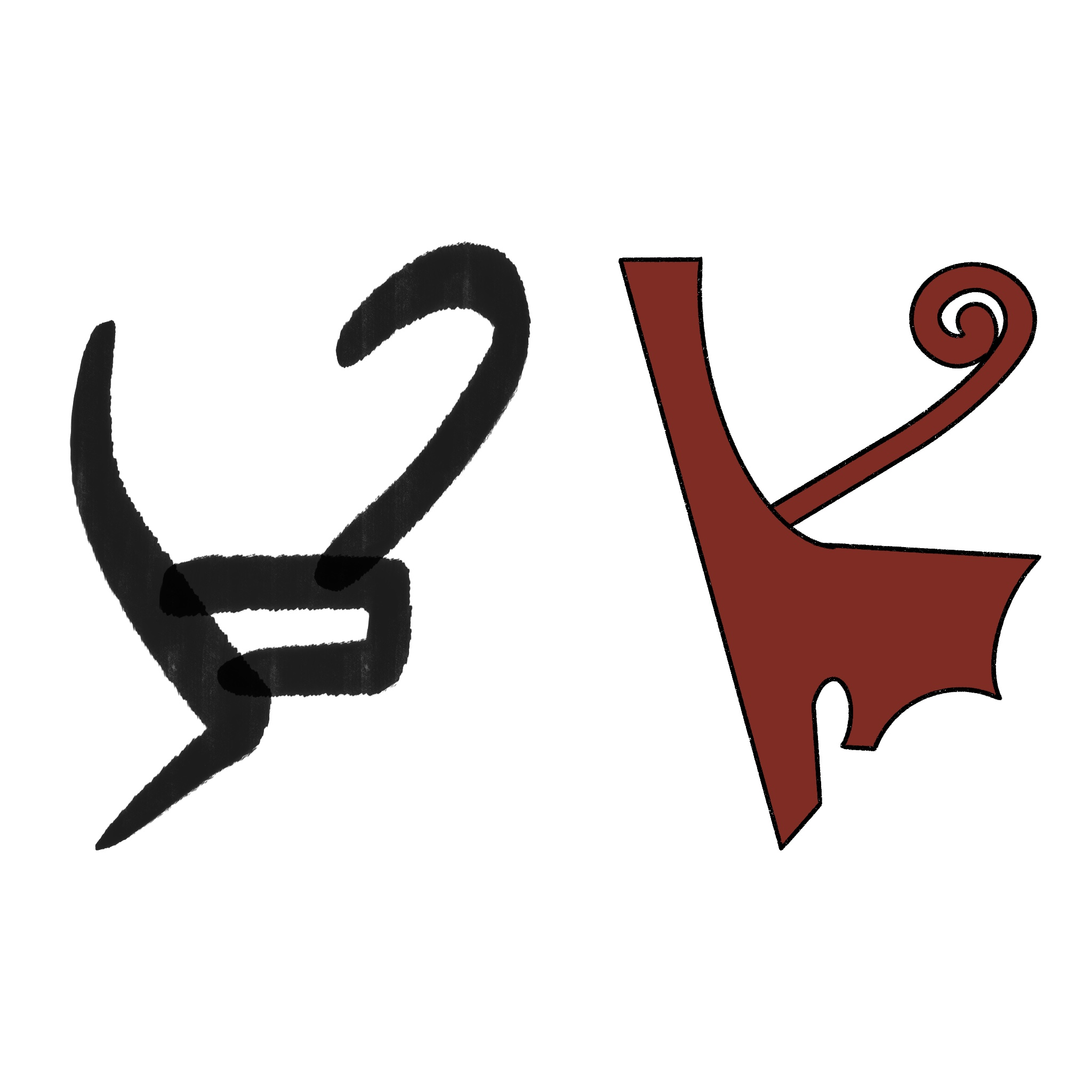
Version hiératique et hiéroglyphique

La Decheret, en hiéroglyphes égyptiens, est classifiée dans la section S « Couronnes, vêtements, sceptres, etc. » de la liste de Gardiner ; cet hiéroglyphe y est noté S3.

## Représentation
Il représente la couronne rouge Decheret de Basse-Égypte. Il est translittéré n, dšr.t, jn ou bj.ty.

## Utilisation
| S3 | / | d · S | r · t | S3 |

| S3 | / | d · S | r · t | S3 |

| S3 |

| S3 |

| N35 |

| N35 |

caractère unilitère de valeur n pour permettre un rendu plus harmonieux en cadrat.
| S3 | / | i | S3 |

| S3 | / | i | S3 |

## Exemples de mots

La couronne Decheret.

| S3 |

| S3 |

| H | V36 | S3 | t · I3 |

| H | V36 | S3 | t · I3 |

| x | S3 | r · t · t | A14 |

| x | S3 | r · t · t | A14 |